# 목동자리 공동

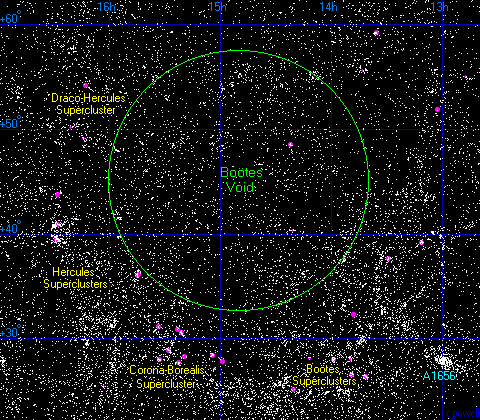
목동자리 공동의 지도

목동자리 공동(영어: Boötes Void) 또는 거대 공동(영어: Great Void)은 매우 거대하고 공과 비슷한 모양을 띠는 우주의 한 부분이다. 매우 적은 은하들을 포함한다. 이 공동은 목동자리 부근에 있기 때문에 "목동자리 공동" 이라는 이름이 붙여졌다. 공동의 중심의 위치는 대략 적경 14h 50m, 적위 46° -′이다.

## 설명
직경은 2억 5천만 광년(가시 우주의 직경의 0.27%)에 가깝고, 부피는 약 236,000 Mpc3이다. 목동자리 공동은 우주에서 발견된 공동 중 가장 거대한 것 중 하나다. 그래서 가끔씩 초공동(Supervoid)으로 표현되기도 한다. 목동자리 공동의 발견은 은하 적색편이 조사의 일부분으로써 1981년 로버트 커쉬너 등에 의해 보고되었다. 목동자리 공동의 중심은 지구로부터 약 7억 광년 떨어져있다.
곧 다른 천문학자들은 공동에 포함된 소수의 은하들을 발견했다. 1987년에 J. 무디, 로버트 커쉬너, G. 맥컬파인, S. 그레고리는 그들이 목동자리 공동 안에서 찾은 여덟 개의 은하들을 발표했다. 1988년 M. 슈트라우스와 존 허츠라는 더 멀리있는 세 은하를 발견했고, 그렉 알더링과 G. 보던, 로버트 P. 커쉬너, 론 마르츠케는 1989년 14개의 은하의 발견을 발표했다. 1997년에 목동자리 공동에는 60개의 은하가 알려지게 되었다.
천문학자 그렉 알더링은 "만약 우리 은하가 목동자리 공동의 중심에 있었다면, 우리는 1960년대까지 다른 은하가 존재한다는 것을 알 수 없었을 것이다."라고 공동의 규모를 표현하였다.
헤라클레스자리 초은하단은 목동자리 공동의 가장자리 근처의 일부를 구성하고 있다.

## 기원
목동자리 공동의 존재와 Λ-CDM 모형에서의 우주론적 진화 사이의 불일치는 분명하게 없다. 비눗방울이 합쳐져 거대한 비눗방울을 형성하는 것처럼 목동자리 공동은 작은 공동의 병합으로 형성되었다고 이론화되었다. 이는 공동의 중심부에서 퍼져나가고 있는 관 모양의 영역에 존재하는 소수의 은하를 설명할 수 있게 된다.

## 같이 보기
- 공동
- 공동 은하
- 은하 필라멘트